# Associação de Natação de Portimão
O Portinado - Associação de Natação de Portimão, conhecido por apenas Portinado  é um clube desportivo português de Portimão dedicado à prática de natação pura, natação sincronizada, polo aquático, entre outras modalidades.
Apesar de em 1987 ter nascido a ideia de fundar um grupo de natação de competição, pelo treinador Paulo Costa, o clube só viria a ser formado a 3 de Outubro de 1989.
Em 1991 inicia-se a práticas de polo aquático e de natação sincronizada no clube, tendo em 1994 se iniciado a modalidade de triatlo. 
Em 1996 Bruno Dias e Mariana Santos na natação desportiva, Pedro Jesus na modalidade de triatlo e Sacha Pereira no duatlo conquistam os primeiros títulos nacionais do Portinado.
Em 1997 o atletas do Portinado participam pela primeira vez numa competição internacional, o campeonato da Europa de triatlo, realizado na Hungria, tendo os atletas Miguel Marques, Hélio Medeira e Pedro Jesus representado a seleção nacional.
Entre 2009/10 e 2011/12 o Portinado sagrou-se tricampeão nacional de pólo aquático masculino, tendo conquistado em 2010/11 a Supertaça Carlos Meinedo.
Também em 2015 conquistaram o terceiro lugar na estafeta de 4x100 estilos de juvenis A, no torneio zonal de juvenis, com a participação dos atletas Tiago Vila Nova, João Barra, André Joaquim e Gonçalo Barbara.